# Динамо (стадіон, Харків)
«Дина́мо» — футбольний та легкоатлетичний стадіон у Харкові, на якому проводила домашні матчі низка харківських професіональних футбольних клубів, зокрема «Динамо», «Геліос», ФК «Харків» та «Металіст».
Під час вторгнення Росії в Україну стадіон зазнав пошкоджень від обстрілів російської армії: 3 травня 2022 року було зруйновано одну з трибун, пошкоджено газон та бігові доріжки.

## Історія
Стадіон «Динамо» було офіційно відкрито 5 червня 1931 року. На той час цей стадіон був найбільшим в УСРР. До Другої світової війни на стадіоні проходили матчі харківських команд у Чемпіонаті СРСР з футболу, зокрема, «Динамо» та «Спартака», а також тренувалися харківські легкоатлети.
12 серпня 1933 року на стадіоні відбувся перший міжнародний матч збірної УРСР — проти Туреччини, в якому господарі перемогли 3:2.
У 1946 році після реконструкції матчі на стадіоні поновилися. Стадіон вміщував 10000 глядачів та був домашньою ареною для харківського «Локомотива» та «Дзержинця» (попередника «Металіста»). Стадіон регулярно збирав аншлаги на матчах чемпіонату СРСР. Після переїзду команди на стадіон «Металіст» на «Динамо» протягом тривалого часу не відбувалося матчів високого рівня, проходили переважно міські масові заходи. У 1971 році відбулася реконструкція стадіону, в ході якої було оновлено легкоатлетичне ядро, встановлене синтетичне покриття бігових доріжок та перебудовані підтрибунні приміщення. У 1980-тих на стадіоні проходили деякі матчі дубля «Металіста» та друголігового «Маяка».
Лише в 1997 році на стадіоні поновилися матчі професіональних команд: на «Динамо» став проводити домашні матчі «Металіст-2». Всього друга команда «Металіста» у рамках Другої ліги України провела на «Динамо» 12 матчів у 1997 та 1998 роках. Також на стадіоні проводилися легкоатлетичні змагання, зокрема, він був місцем фінішу щорічного марафону «Визволення». 
Влітку 2005 року харківський «Геліос» підписав з адміністрацією «Динамо» договір про оренду стадіону. За кошти «Геліоса» стадіон був приведений у відповідність нормам ПФЛ для проведення матчів Першої ліги: відремонтовано західну трибуну, встановлено близько 3 тисяч пластикових сидінь, проведено ремонт підтрибунних приміщень – роздягалень, душових, кімнат для інспекторів, суддів і допінг-контролю, приведено до ладу футбольне поле. Після цього стадіон отримав можливість приймати матчі Першої ліги чемпіонату України. У сезонах 2006/07 и 2007/08 «сонячні» провели на стадіоні 35 домашніх матчів у Першій лізі та 2 — у Кубку України. Навесні 2008 року адміністрація  «Динамо» відмовилась подовжувати договір оренди з «Геліосом» та передала стадіон в оренду ФК «Харків».
У квітні 2008 року у зв'язку з заміною газону на своєму домашньому стадіоні «Металісту» було запропоновано перенести матчі на стадіон «Динамо». Для цього було необхідно у стислі терміни відремонтувати глядацькі місця та всю необхідну інфраструктуру. 4 квітня арену було допущено до проведення матчів Вищої ліги, і 6 квітня стадіон вперше прийняв матч української Вищої ліги: в присутності 9000 глядачів «Металіст» переміг «Дніпро» з рахунком 1:0. Після цього згідно вимог на стадіоні було встановлено тимчасові пластикові сидіння, що обмежило кількість місць з 9000 до 5700. До кінця весни стадіон прийняв ще три матчі за участі «Металіста» та ФК «Харків», включно з харківським дербі. 
12 травня 2008 року стадіон був переданий ФК «Харків» в оренду за умови проведення коштом клубу реконструкції стадіону, яка оцінювалася в 11 мільйонів гривень. Станом на червень 2009 року на стадіоні було встановлено лише 2580 пластикових сидінь на одній трибуні з 6500 запланованих та не завершена реконструкція приміщень. Попри це, стадіон був допущений до проведення матчів Прем'єр-ліги, і 17 квітня 2009 року ФК «Харків» повернувся до Харкова після періоду, коли команді доводилося проводити домашні ігри у Сумах і Полтаві. Всього у 2008—2010 роках ФК «Харків» зіграв на «Динамо» 20 домашніх ігор у Вищій, Першій лізі та Кубку України. Керівництво ФК «Харків» не виконало свої зобов'язання щодо реконструкції стадіону «Динамо» та заборгувало 150 тисяч гривень за його оренду, тому керівництво стадіону було вимушене розірвати з «Харковом» угоду.
Після розірвання договору з ФК «Харків» та втратою цим клубом статусу професіонального в 2010 році стадіон не використовувався для проведення футбольних матчів, на ньому проходили ігри регбійного клубу «Олімп». Харківська міська рада пропонувала Харківській обласній організації ФСТ «Динамо» передати стадіон до комунальної власності для проведення його реконструкції. 
У квітні 2011 року, коли почалися роботи з заміни газону на стадіоні «Металіст», однойменний клуб постав перед потребою пошуку тимчасового домашнього стадіону. Для проведення матчів було обрано стадіон «Динамо», а ХОО ФСТ «Динамо» і ФК «Металіст» домовилися про співпрацю, в рамках якої футбольний клуб орендує стадіон на три роки, проводить його реконструкцію й отримує право проводити на ньому матчі молодіжного складу та юнацьких команд клубу. Протягом квітня було покращено стан газону, встановлено пластикові сидіння, які раніше використовувалися на стадіоні «Металіст», на 80% глядацьких місць, а також переобладнано роздягальні згідно з вимогами ФФУ. Перший матч на оновленому стадіоні відбувся між «Металістом» та львівськими «Карпатами» 30 квітня. Всього «Металіст» провів на «Динамо» 7 домашніх ігор у Прем'єр-лізі у 2008, 2009 та 2011 роках. З сезону 2011/2012 молодіжна команда «Металіста» проводила на «Динамо» частину домашніх ігор.
Після того, як ФК «Металіст» повернувся на домашню арену, на стадіоні «Динамо» була проведена реконструкція легкоатлетичного ядра. Коштом ФСТ «Динамо» було встановлено нове німецьке покриття, яке відповідає стандартам міжнародних змагань ІААФ. Також було завершено встановлення пластикових сидінь на всі чотири трибуни.
1 жовтня 2011 року стадіон було урочисто відкрито після його реконструкції, що було приурочене до 20-річчя незалежності України, 87-річчя Фізкультурно-спортивного товариства «Динамо» України та 80-річчя стадіону. Загалом на реконструкцію було витрачено близько 100 тисяч доларів футбольним клубом «Металіст» та 3 мільйони гривень (400 тисяч доларів) — ФСТ «Динамо».
Стадіон використовувався харківськими легкоатлетами для підготовки до літніх Олімпійських ігор 2012. Також стадіон планувалося використовувати як тренувальний під час Євро-2012.
У 2016–2017 роках аматорська футбольна команда «Соллі Плюс» проводила на «Динамо» матчі Чемпіонату Харківської області та Чемпіонату України серед аматорів.

## Матчі
На стадіоні регулярно проходили матчі «Геліоса» та ФК «Харків». За часів незалежності на стадіоні також протягом деякого часу грали харківські «Металіст» та «Металіст-2».
| Команда      | Роки             | Чемпіонат України | Чемпіонат України | Кубок України | Сума |
| Команда      | Роки             | Ліга              | Кількість ігор    | Кубок України | Сума |
| ------------ | ---------------- | ----------------- | ----------------- | ------------- | ---- |
| «Металіст-2» | 1997, 1998       | Друга             | 12                | 0             | 12   |
| «Геліос»     | 2006—2008        | Перша             | 35                | 2             | 37   |
| «Металіст»   | 2008, 2009, 2011 | Прем'єр-ліга      | 7                 | 0             | 7    |
| ФК «Харків»  | 2008, 2009       | Прем'єр-ліга      | 5                 | 1             | 20   |
| ФК «Харків»  | 2009, 2010       | Перша             | 14                | 1             | 20   |

| № п/п | Дата       | Турнір        | Команда-господар | Команда-суперник         | Рахунок        | Кількість глядачів |
| ----- | ---------- | ------------- | ---------------- | ------------------------ | -------------- | ------------------ |
| 1     | 08.08.2007 | Кубок України | «Геліос»         | «Сталь» Дніпродзержинськ | 2:2 (3:0 пен.) | 750                |
| 2     | 26.09.2007 | Кубок України | «Геліос»         | «Арсенал» Київ           | 0:2            | 1500               |
| 3     | 06.04.2008 | Вища ліга     | «Металіст»       | «Дніпро» Дніпропетровськ | 1:0            | 9000               |
| 4     | 19.04.2008 | Вища ліга     | «Металіст»       | «Карпати» Львів          | 4:0            | 5200               |
| 5     | 26.04.2008 | Вища ліга     | ФК «Харків»      | «Ворскла» Полтава        | 0:3            | 3000               |
| 6     | 02.05.2008 | Вища ліга     | «Металіст»       | ФК «Харків»              | 2:0            | 5600               |
| 7     | 17.04.2009 | Прем'єр-ліга  | ФК «Харків»      | «Таврія» Сімферополь     | 0:3            | 1200               |
| 8     | 02.05.2009 | Прем'єр-ліга  | ФК «Харків»      | ФК «Львів»               | 2:3            | 1200               |
| 9     | 15.05.2009 | Прем'єр-ліга  | ФК «Харків»      | «Іллічівець» Маріуполь   | 1:2            | 300                |
| 10    | 23.05.2009 | Прем'єр-ліга  | «Металіст»       | «Кривбас» Кривий Ріг     | 1:0            | 3000               |
| 11    | 26.05.2009 | Прем'єр-ліга  | ФК «Харків»      | «Металіст» Харків        | 1:2            | 2000               |
| 12    | 15.08.2009 | Кубок України | ФК «Харків»      | «Карпати» Львів          | 1:5            | 400                |
| 13    | 30.04.2011 | Прем'єр-ліга  | «Металіст»       | «Карпати» Львів          | 1:1            | 6516               |
| 14    | 15.05.2011 | Прем'єр-ліга  | «Металіст»       | «Іллічівець» Маріуполь   | 3:0            | 7300               |
| 15    | 16.07.2011 | Прем'єр-ліга  | «Металіст»       | «Зоря» Луганськ          | 3:2            | 8450               |

Рекорд відвідуваності — 20 000 глядачів. Цю кількість глядачів зібрали такі матчі:
| Дата           | Господарі            | Рахунок | Гості                  | Змагання                    | Протокол                                                |
| -------------- | -------------------- | ------- | ---------------------- | --------------------------- | ------------------------------------------------------- |
| 12 серпня 1933 | Збірна УРСР          | 3:2     | Збірна Туреччини       | Товариський матч            | Звіт [Архівовано 2 червня 2012 у Wayback Machine.]      |
| 12 серпня 1945 | «Локомотив» (Харків) | 4:1     | «Трактор» (Челябінськ) | Чемпіонат СРСР, друга група | Протокол [Архівовано 10 лютого 2013 у Wayback Machine.] |
| 19 серпня 1945 | «Локомотив» (Харків) | 2:0     | «Зеніт» (Свердловськ)  | Чемпіонат СРСР, друга група | Протокол [Архівовано 10 лютого 2013 у Wayback Machine.] |
| 9 вересня 1945 | «Локомотив» (Харків) | 1:2     | «Крила Рад» (Куйбишев) | Чемпіонат СРСР, друга група | Протокол [Архівовано 10 лютого 2013 у Wayback Machine.] |
| 26 квітня 1953 | «Локомотив» (Харків) | 2:0     | «Динамо» (Ленінград)   | Чемпіонат СРСР, клас «А»    | Протокол [Архівовано 7 вересня 2013 у Wayback Machine.] |

## Галерея

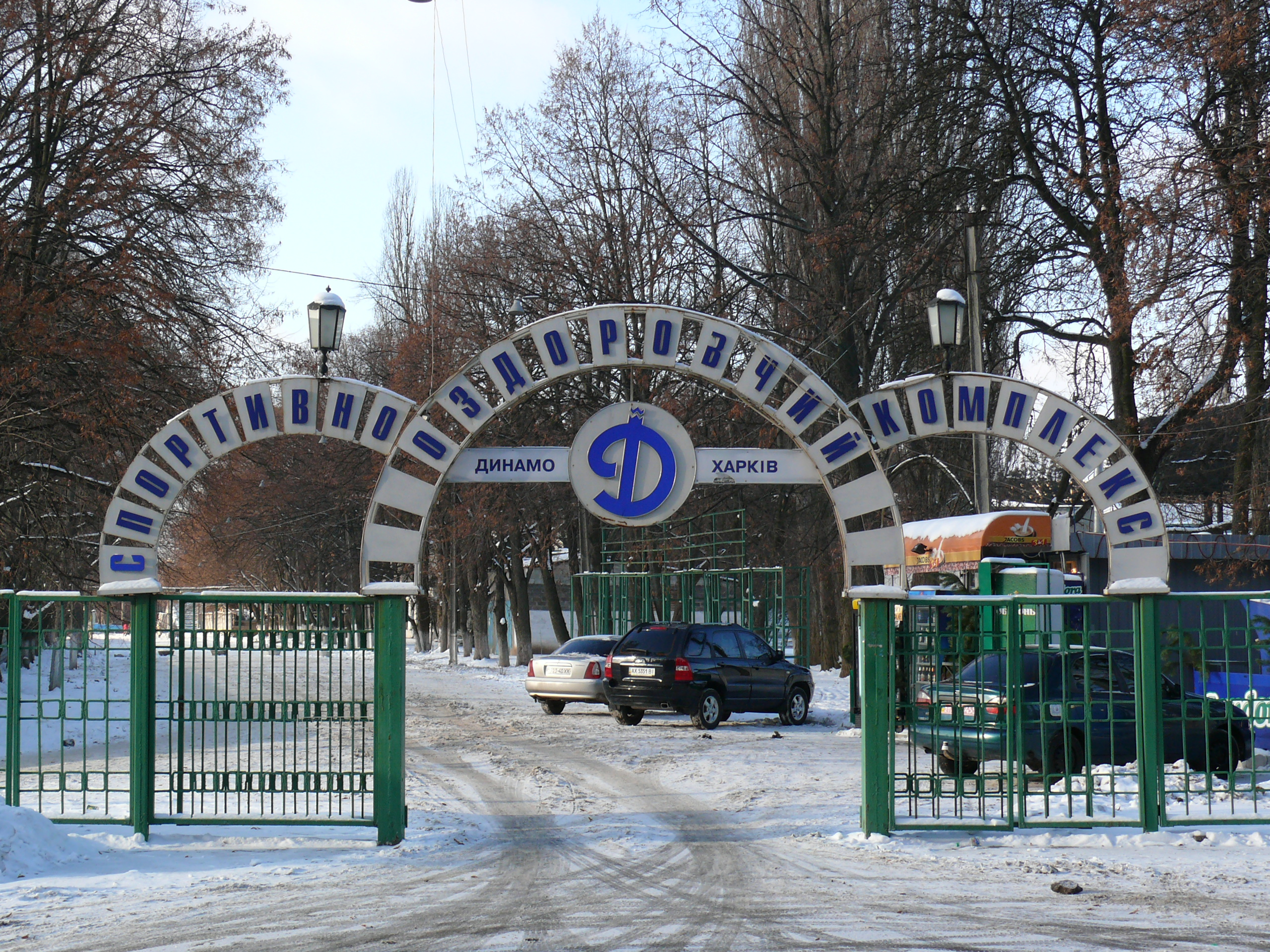
Вхід на стадіон
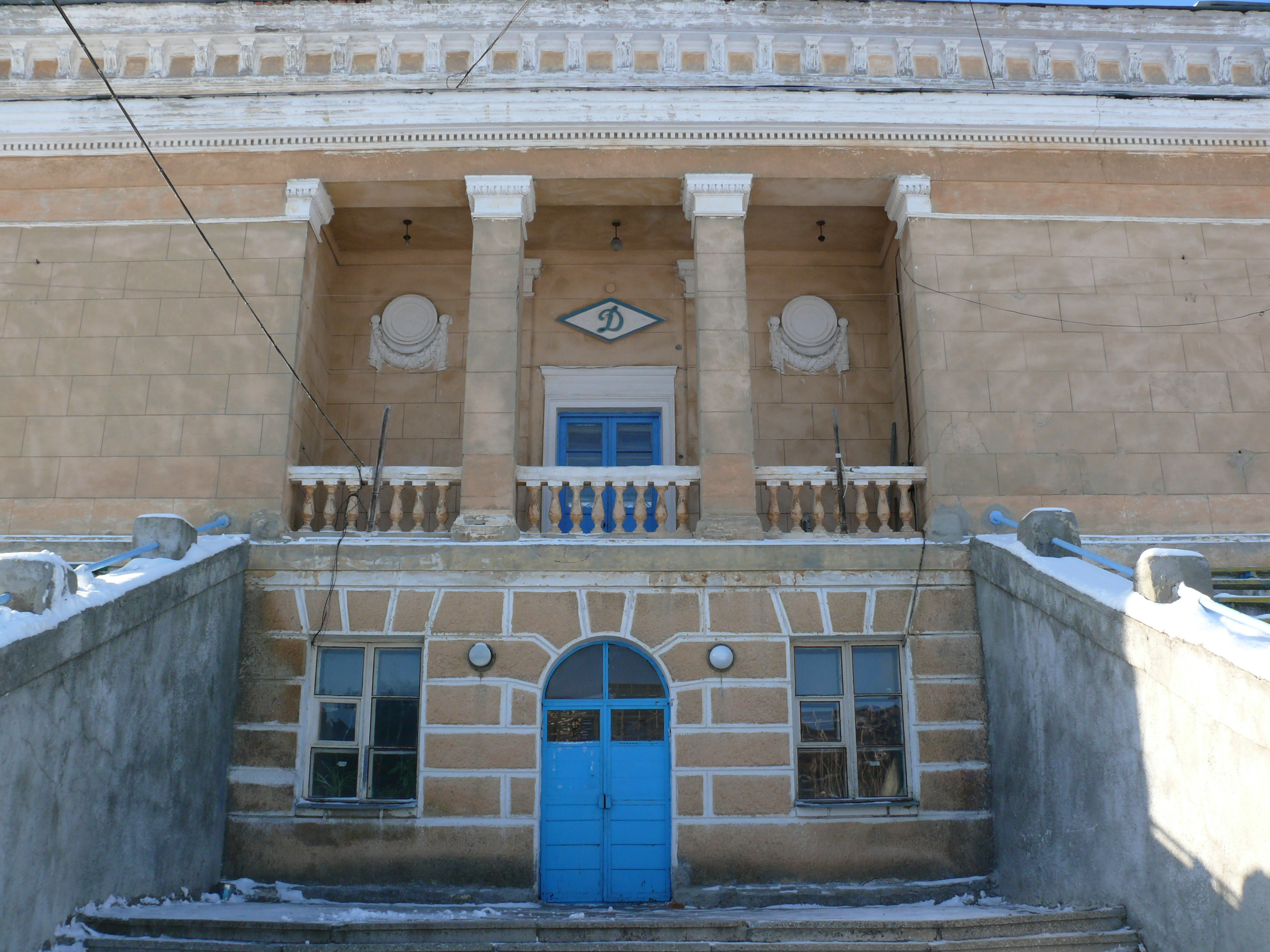
Фасад будівлі велотреку
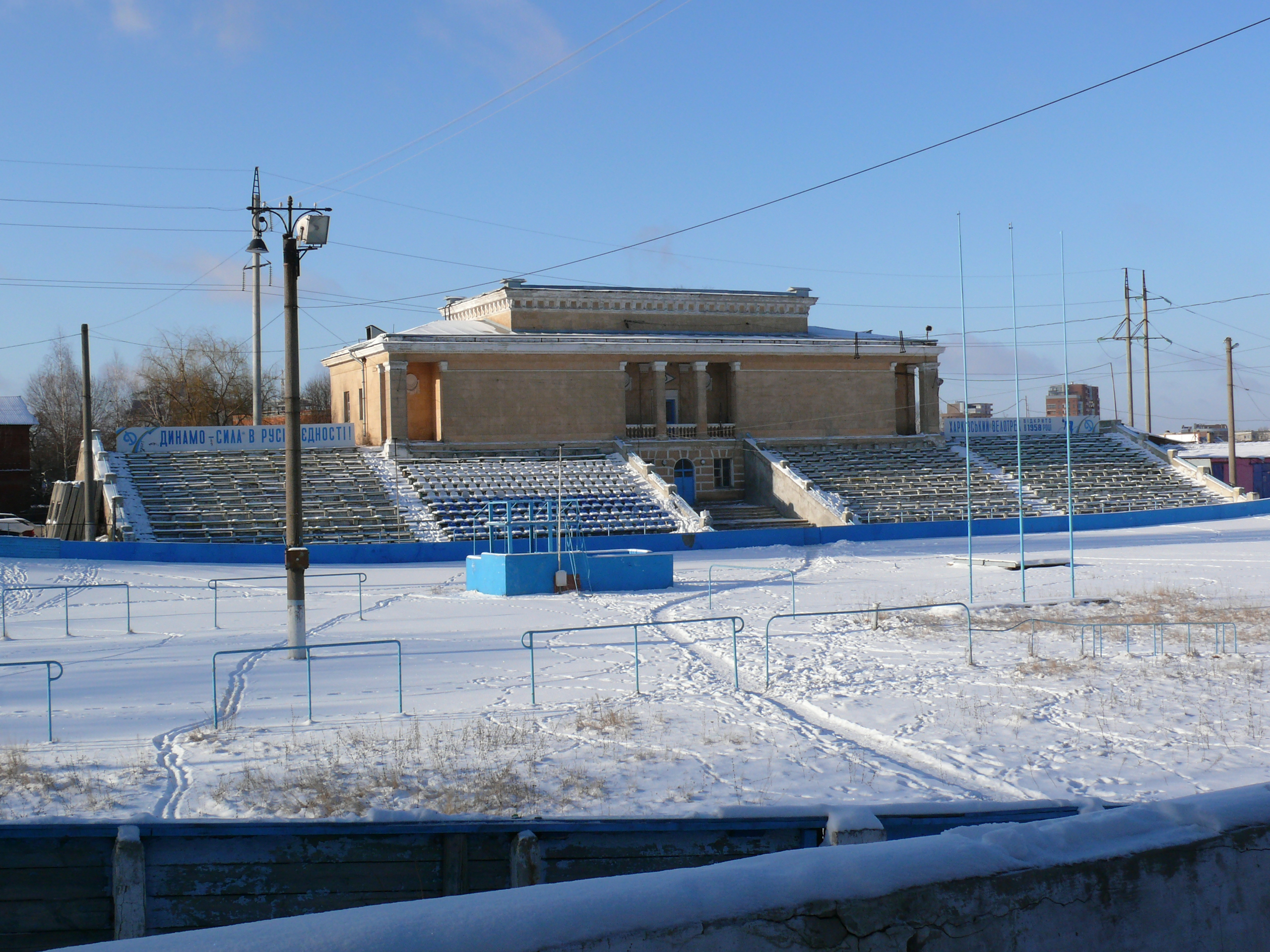
Велотрек «Динамо» взимку
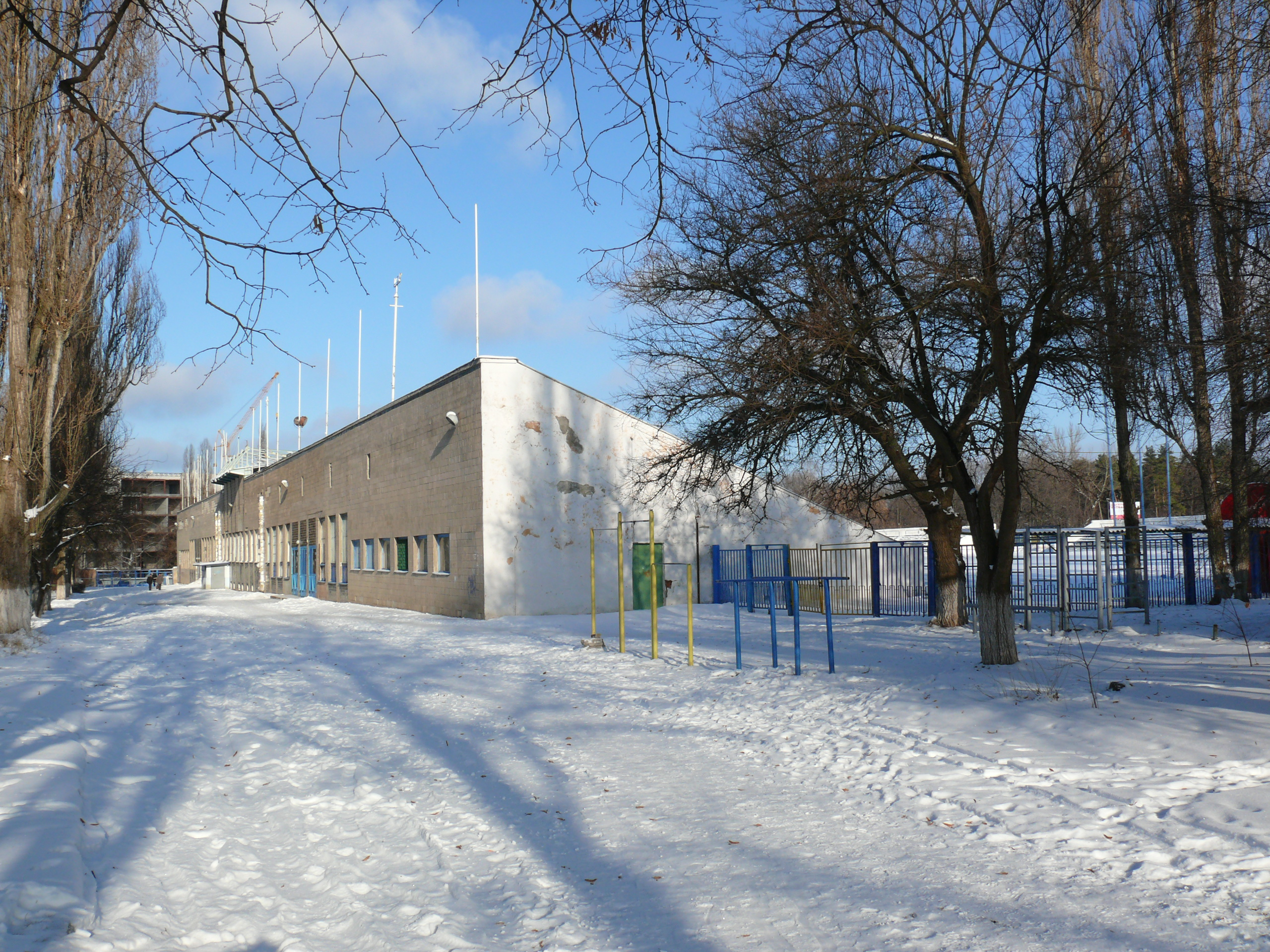
Вид трибун зовні

## Інфраструктура
Стадіон «Динамо» є частиною спортивного комплексу «Динамо», який станом на 2017 рік включає: легкоатлетичний (футбольний) стадіон, велотрек, адміністративну будівлю із залами боксу та спортивної гімнастики, легкоатлетичний манеж із майданчиком для міні-футболу та залом боротьби, 7 тенісних кортів, 2 волейбольних майданчика, запасне футбольне поле, міні-футбольний майданчик і тренажерний зал. Також на території спорткомплексу знаходиться готель «Динамо» з критим басейном.